# Idaea amoenaria
Idaea amoenaria är en fjärilsart som beskrevs av Otto Staudinger 1897. Idaea amoenaria ingår i släktet Idaea och familjen mätare. Inga underarter finns listade i Catalogue of Life.